# Droghadsereg
A Droghadsereg (eredeti cím: Chain of Command) 2015-ben bemutatott amerikai akció-thriller, melyet Lawrence Sara és Kevin Carraway forgatókönyvéből Kevin Carraway rendezett. A főszerepben Michael Jai White és Stone Cold Steve Austin látható.
A filmet az Amerikai Egyesült Államokban 2015. szeptember 8-án mutatták be, Magyarországon DVD-n jelent meg szinkronizálva.

## Cselekmény
James Webster különleges ügynök, ahogy hazatért a szolgálatból, máris szemtanúja lesz testvére brutális meggyilkolásának. Webster bosszút esküszik és azonnal megpróbálja levadászni az elkövetőket, de ahogy egyre mélyebbre kerül a korrupció és a gyilkosságok titkos világában, egy halálos összeesküvés középpontjában találja magát, amely az amerikai kormány falain belülre vezet. Miközben a legkegyetlenebb katonai bérgyilkos, Ray Peters üldözi, Websternek le kell lepleznie a korrupt magas rangú tisztviselőket, mielőtt ő is csak egy újabb áldozata lesz az aljas összeesküvésnek.

## Szereplők
| Szerep         | Színész                 | Magyar hang           |
| -------------- | ----------------------- | --------------------- |
| James Webster  | Michael Jai White       | Galambos Péter        |
| Ross hadnagy   | Max Ryan                | Epres Attila          |
| Ray Peters     | Stone Cold Steve Austin | Sótonyi Gábor         |
| Murray Simms   | Allen Yates             | Turi Bálint           |
| Kate           | Ashleigh Barnett        | Bogdányi Titanilla    |
| Cliff Spencer  | Jon Osbeck              | Galbenisz Tomasz      |
| Hammond ügynök | Ashleigh Barnett        | Gubányi György István |
| Sam Thorne     | Ian Short               | Moser Károly          |
| Sally          | Shyra Thomas            | Sallai Nóra           |